# High Stones
High Stones est un sommet du Royaume-Uni culminant à 548 mètres d'altitude dans la chaîne des Pennines, dans le comté du Yorkshire du Sud, dont il constitue le point culminant, en Angleterre. La présence d'une courbe de niveau semble toutefois indiquer une altitude supérieure à 550 mètres,. Il fait partie de l'escarpement de Howden Edge.